# Hugo Münsterberg

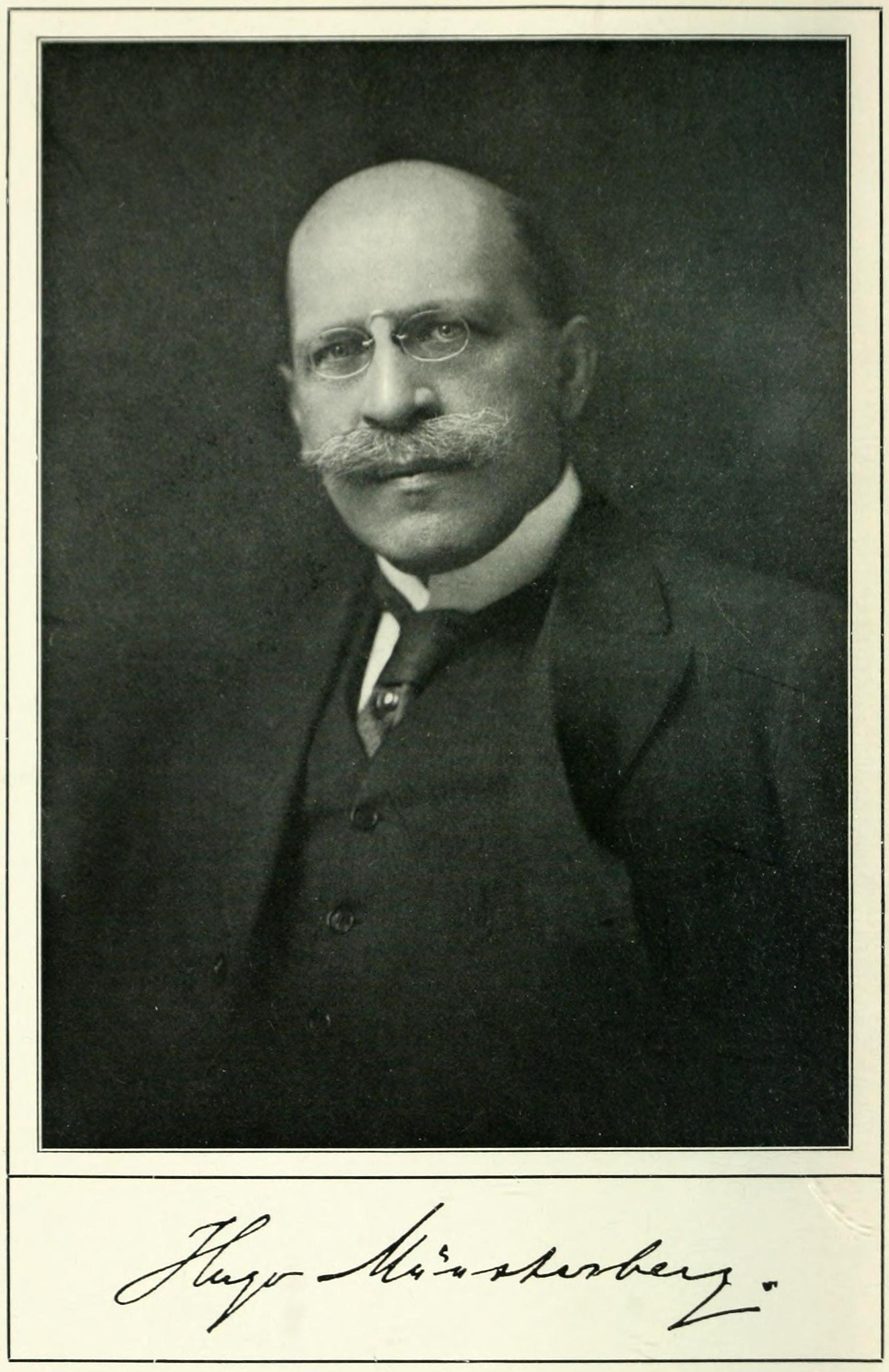
Hugo Münsterberg, ca. 1900

Hugo Münsterberg (* 1. Juni 1863 in Danzig; † 16. Dezember 1916 in Cambridge, Massachusetts) war ein deutsch-amerikanischer Psychologe und Philosoph. Zusammen mit William Stern, Walter Dill Scott und Jean-Maurice Lahy war er einer der Gründer der angewandten Psychologie und zählt zu den frühesten Filmtheoretikern.

## Leben
Hugo Münsterberg entstammte einer angesehenen, jüdischen Kaufmannsfamilie. Sein Vater Moritz importierte Holz aus Russland und exportierte es nach England. Seine Mutter Anna war Künstlerin und brachte Hugo bereits als Kind zum Cellospielen und zum Schreiben von Gedichten. Unter seinen Geschwistern waren der Kaufmann und Politiker Otto Münsterberg (1854–1915), der Armutswissenschaftler Emil Münsterberg (1855–1911) und der Unternehmer und Philologe Oskar Münsterberg (1865–1920).
Hugo Münsterberg besuchte 1873–82 das Gymnasium in Danzig. Mit 14 Jahren veröffentlichte er einen Gedichtband unter dem Pseudonym Hugo Terberg, mit 15 schrieb er ein deutsches Fremdwörterbuch. Danach erlernte er autodidaktisch Arabisch und Sanskrit. Er studierte 1882/83 in Genf und anschließend an der Universität Leipzig Medizin. In Leipzig unter dem Einfluss des Begründers der Psychologie als eigenständiger Wissenschaft, Wilhelm Wundt, erweiterte er sein Studium um die Faächer Philosophie und Psychologie. Er promovierte 1885  zum Dr. phil. (Thema: „Die Lehre von der natürlichen Anpassung in ihrer Entwicklung, Anwendung und Bedeutung“). 1887 wurde er Dr. med. an der Universität Heidelberg und habilitierte sich an der Universität Freiburg. In dieser Arbeit, Die Willenshandlung, beschäftigte sich Münsterberg mit den organischen Abläufen, die eine Willensentscheidung in eine Handlung umsetzen. Er beklagte die „Mannigfaltigkeit der Theorien“ auf diesem Gebiet – ein Zeichen der Unkenntnis der Naturforscher. Über den Willen wisse man etwas ganz Grundsätzliches nicht, nämlich wie er „aus endlicher Stoffmasse unendliche Energie“ erzeuge. Münsterberg glaubte, ganz im Sinne des Zeitgeistes, die „Mechanik der Atome“ werde eines Tages vieles erklären. Im Kern war seine Habilitation eine nüchterne Bilanz des aktuellen Wissensstands über den „feineren Zusammenhang zwischen motorischem Nerv und Muskel einerseits, Centralorgan [Gehirn] andererseits.“
„Wie konnte ein Nerven-Apparat entstehen, der so eingerichtet ist, dass er, trotz der unendlichen Mannigfaltigkeit der äusseren Bedingungen doch in jedem Moment durch die einwirkenden Reize diejenigen Bewegungen auslösen lässt, die den Verhältnissen der Aussenwelt zweckmäßig entsprechen?“
Münsterberg beschäftigte sich in der Arbeit auch mit dem Darwinismus und betrachtete dabei die Tierwelt. Für seine Forschungen irrelevant seien die
„niedersten, die zur Erzeugung der Nachkommen nötigen Bewegungen […] wie das Aufsuchen und Anrufen der Geschlechtstiere, die Bewegungen zum Festhalten zur Befruchtung u.s.w.“

### Freiburg
Von 1888 bis 1892 lehrte er in Freiburg als Privatdozent und baute ein psychologisches Laboratorium auf. Münsterbergs vielseitige empirische Interessen und seine Lehrtätigkeit zogen eine wachsende Anzahl von Studierenden an, darunter zahlreiche aus den USA.
Münsterberg war nur wenige Jahre in Freiburg und entfaltete dort eine sehr kreative und wirkungsvolle Tätigkeit. Schon vor ihm hatten Wilhelm Windelband und Alois Riehl Vorlesungen über Psychologie und Psychophysik gehalten. Doch erst Münsterbergs Habilitation vollzog den Übergang zur empirischen Psychologie. Nun bot das Institut „Experimentalpsychologische Arbeiten“ für Anfänger und Fortgeschrittene an, Vorlesungen über „Allgemeine Psychologie“, „Psychologie mit Einschluss der Socialpsychologie“ und „Hypnotismus“. In seiner Wohnung betrieb Münsterberg ein „Psychophysisches Laboratorium“, ab 1889 mit Zuschuss von 200 Mark jährlich vom Ministerium. Sieht man diese etatähnliche Zuwendung als Kriterium der Institutionalisierung an, dann war Münsterbergs Labor in Deutschland die vierte Labor-Gründung im allmählich entstehenden Fach Psychologie. Neben seinen Laborexperimenten über Wahrnehmung und Motorik begann Münsterberg Freiburger Schüler zu untersuchen und Unterschiede elementarer Fähigkeitsunterschiede zu messen. Seiner Zeit voraus war sein 1891 verfasster Appell in Aufgaben und Methoden der Psychologie:
„Diese Forderung ist die, dass kein Mediciner oder Jurist, kein Theologe oder Pädagoge von der Universität in den Beruf übertreten darf, ohne in gründlicher, von der Philosophie unabhängiger Prüfung seine Kenntnis der psychologischen Erscheinungen erwiesen zu haben.“ (1891, S. 272).
Als Verfechter der mit technischen Apparaten messbaren psychologischen Effekte war Münsterberg ein Gegner der Psychoanalyse seines wenige Jahre älteren Kollegen Sigmund Freud. Für ihn gehörte das Unbewusste genauso wenig in die psychologische Wissenschaft, wie der Trieb. Das Triebleben subsumierte er unter „Instinkt“:
„Der Begriff des Instinkts hat heute keine physiologische oder psychologische Bedeutung mehr; er ist ein rein biologischer Begriff. […] Der Biologe mag die Werbung des Mannes um die Frau unter den Gesichtspunkt bringen, daß dadurch Nachkommenschaft erzielt wird; der Psychologe und Physiologe hat aber damit nichts zu schaffen.“ (Grundzüge der Psychologie, 2. Ausgabe, 1918, S. 466)
In diesem 1900 erschienenen Standardwerk führte Münsterberg auch den aus der Physik kommenden Energieerhaltungssatz für die Psychologie ein, hielt es aber für fraglich, ob dieser auch auf anorganische Prozesse (wie die im Gehirn) anwendbar sei. Vielleicht, so Münsterberg, gälten die Kräftegleichungen der Physik für körperlich-körperliche Wechselwirkungen, jedoch nicht für körperlich-seelische oder seelisch-seelische.
In der Auseinandersetzung mit Grundzüge der Psychologie hat der Nationalökonom und Soziologe Max Weber einen Teil seiner Theorie der Soziologie und Kulturwissenschaft entwickelt.

### Harvard

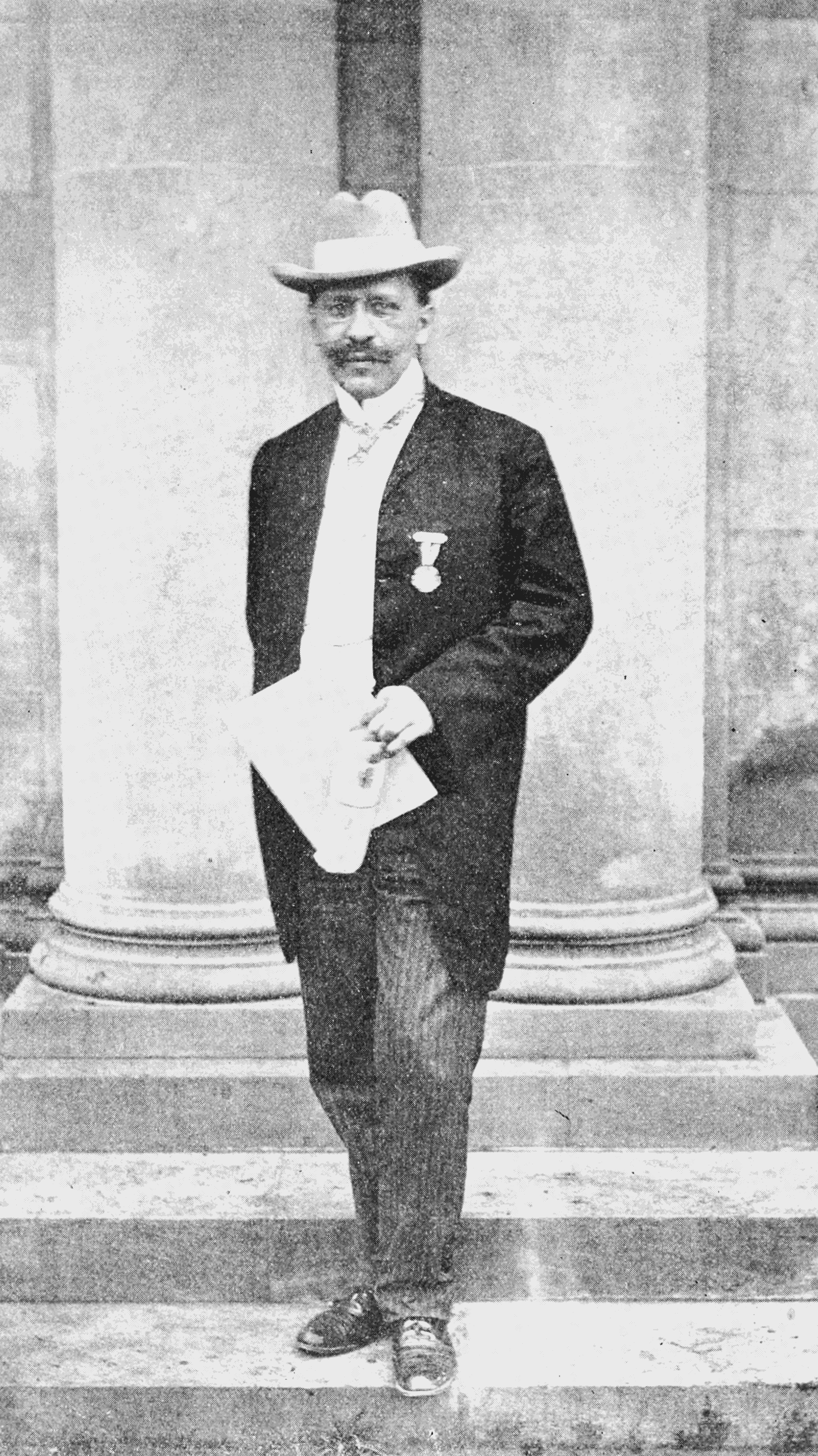
Hugo Münsterberg, vermutlich bei einem von ihm ausgerichteten Wissenschaftsgipfel anlässlich der Weltausstellung in St. Louis 1904

Durch die Vermittlung von William James wurde Münsterberg, seit 1892 Extraordinarius (außerordentlicher Professor) für Philosophie in Freiburg, zu einer Gastprofessur an die Harvard University nach Boston 1892–1894 eingeladen. Nach einem Zwischenspiel 1895–1897 in Freiburg, wo man ihn nicht durch das Angebot eines Ordinariats halten wollte oder konnte, folgte Münsterberg endgültig dem Ruf nach Harvard, um dem Wunsch James’ entsprechend, die experimentelle Psychologie aufzubauen. 1902 wurde Münsterberg in die American Academy of Arts and Sciences gewählt.
Münsterberg richtete ein großes und reichhaltig ausgestattetes Labor für experimentelle Psychologie nach dem Vorbild Wilhelm Wundts ein. In diese Zeit fällt eine Entdeckung, die mit seinem Namen verbunden ist: Die sog. Münsterberg-Illusion ist eine spezielle optische Täuschung, die beim Betrachten eines bestimmten Gittermusters entsteht. Mit der Einrichtung des Labors hatte er den Wunsch von William James erfüllt, der sich anderen psychologischen und philosophischen Gebieten zuwandte. Nach dieser Aufbauphase wandelten sich jedoch auch Münsterbergs Interessen. Statt mit der experimentellen Grundlagenforschung befasste er sich zunehmend mit den Anwendungsmöglichkeiten der Psychologie, die in Wundts Leipziger Institut noch kaum eine Rolle spielten. Er übernahm dafür den von William Stern geprägten Begriff Psychotechnik. Während Stern jedoch vorrangig an pädagogische und therapeutische Einwirkungen dachte, meint Münsterberg einen Oberbegriff für die gesamte angewandte Psychologie:
„Die Psychotechnik ist die Wissenschaft von der praktischen Anwendung der Psychologie im Dienste der Kulturaufgaben.“ (1914, S. 1)
So begründete er mit seinem Buch Psychologie und Wirtschaftsleben (1912) die Arbeitspsychologie und Organisationspsychologie. Darin behandelt er das berufliche Lernen, die Personalauswahl und die Berufsberatung. Er entwickelte erste Berufseignungstests etwa für Straßenbahnfahrer und Telefonistinnen und griff in seinen arbeitspsychologischen Forschungen auch das Ranschburg-Phänomen auf, um die Auswirkungen von Monotonie bei der Arbeit zu untersuchen. Auch andere angewandte Bereiche wie die Werbepsychologie und die Pädagogische Psychologie interessierten ihn. In der Psychotherapie befasste er sich mit der Suggestion und Hypnose. Im Bereich der Rechtspsychologie entwickelte er Kriterien für die Glaubwürdigkeit von Zeugenaussagen und regte die Entwicklung des sog. Lügendetektors an, der aufgrund der gemessenen physiologischen Auswirkungen u. a. auf Puls, Atmung, Blutdruck, dazu beitragen soll, wahre von unwahren Aussagen zu unterscheiden. Seine Untersuchungen zur Psychologie des Films (The Photoplay (1916)) enthalten die erste Theorie dieses neuen Mediums.
Münsterbergs philosophische Interessen richteten sich auf die allgemeine Erkenntnistheorie, u. a. die Beziehungen zwischen Natur- und Geisteswissenschaften, und auf die philosophische Ableitung und Begründung von Werten bzw. allgemeiner Sittlichkeit. Seine Philosophie der Werte knüpfte unmittelbar an Fichte an. Sein Engagement für die Praxis der Psychologie war mit vielen Reisen und mit Öffentlichkeit verbunden, die auch Kritik an diesem Vordringen psychologischer Ideen bzw. den nicht ohne weiteres überzeugenden Anwendungen enthielt. Andererseits genoss Münsterberg zumindest in einem Teil der Fachwelt und Öffentlichkeit hohes Ansehen. Er wurde wiederholt ins Weiße Haus eingeladen, bis dann der Beginn des Ersten Weltkrieges zu einem Meinungsumschwung und zu politischen Kontroversen führte.
Die Geräte aus der Freiburger Laborausstattung gelangten zum Teil an James Sully am University College London, zum Teil wurden sie in Freiburg weiter genutzt, überstanden jedoch den Ersten Weltkrieg nicht. Seit 1897 war Münsterberg Professor für Psychologie in Boston und seit 1905 Direktor des Psychologischen Laboratoriums. Bereits 1898 wurde er zum Präsidenten der American Psychological Association gewählt. Er hielt sich 1910–1911 noch einmal in Deutschland auf, als Austauschprofessor an der Universität Berlin. Münsterberg versuchte, die deutsch-amerikanischen Beziehungen zu stärken und war ein Mitbegründer und erster Direktor des Amerika-Instituts in Berlin (1910/11). Als Patriot litt er sehr unter der zunehmenden Verschlechterung des Verhältnisses zwischen den USA und Deutschlands während des Ersten Weltkrieges. 1916 starb er mitten in einer Vorlesung. Hugo Münsterbergs Kollege, der Begründer der Parapsychologie Max Dessoir, beschrieb die Wirren der letzten Lebenstage so:
Er starb, als gerade Deutschlands Friedensvorschlag nach Amerika gemeldet worden war. Glücklich über des Kaisers Eingreifen, in der sicheren Erwartung baldigen Friedens, nahm er an einem blauweißen Schneemorgen Abschied von der Gattin – eine halbe Stunde später, mitten in einer Vorlesung, brach er bewusstlos zusammen und war tot. Das Vaterland verlor einen tapferen Vorkämpfer, die Wissenschaft einen Führer, die Familie einen guten und treuen Menschen, das Leben einen überzeugten Anhänger.
Münsterberg war seit 1887 mit der Straßburger Malerin Selma Oppler (* 1. Juni 1867) verheiratet; aus der Ehe gingen zwei Töchter hervor, Margarethe und Ella. In den USA wohnte die Familie zuletzt in 7 Ware Street, Cambridge, Mass.
Hugo Münsterberg gilt heute als der große Pionier der angewandten Psychologie. Seit 1981 verleiht der Berufsverband Deutscher Psychologinnen und Psychologen die Hugo-Münsterberg-Medaille für besondere Verdienste um die angewandte Psychologie.

## Schriften
- 1885: Die Lehre von der natürlichen Anpassung in ihrer Entwickelung, Anwendung und Bedeutung. Metzger und Wittig, Leipzig.
- 1888: Die Willenshandlung: ein Beitrag zur physiologischen Psychologie. Mohr, Freiburg i.Br.
- 1889: Der Ursprung der Sittlichkeit. Mohr, Freiburg i.Br.
- 1889–92: Beiträge zur experimentellen Psychologie. 4 Bde. Mohr, Freiburg i.Br. Bd. 1, Bd. 2, Bd. 3, Bd. 4
- 1891: Aufgaben und Methoden der Psychologie. Leipzig.
- 1897: Die verschobene Schachbrettfigur. In: Zeitschrift für Psychologie, Bd. 5, S. 185–188.
- 1900: Grundzüge der Psychologie. Barth, Leipzig.
- 1904: Die Amerikaner. 2 Bde. Mittler, Berlin.
- 1908: Philosophie der Werte. Barth, Leipzig.
- 1908: On the witness stand. Essays on Psychology and Crime. New York.
- 1909: Psychology and the teacher. New York.
- 1910: Psychotherapy. Moffat, Yard abd Comp., New York.
- 1912: Psychologie und das Wirtschaftsleben. Ein Beitrag zur angewandten Experimental-Psychologie. Barth, Leipzig.
- 1914: Grundzüge der Psychotechnik. Barth, Leipzig.
- 1914: Psychology: general and applied.
- 1916: The Photoplay. A psychological study. Appleton, New York & London.

Reprints
- Frühe Schriften zur Psychologie (Reprint-Ausgabe, bearbeitet von Helmut Hildebrandt, Eckhart Scheerer). Springer, Berlin 1999. ISBN 0-387-52178-X
- Über Aufgaben und Methoden der Psychologie. Reprint. VDM Verlag Dr. Müller, Saarbrücken 2007. ISBN 978-3-8364-1129-5